# Tour de Pologne 2010
La 67e édition du Tour de Pologne a eu lieu du 1er au 7 août 2010 sur 1 256,5 km entre  Sochaczew et Cracovie. Elle fait partie de l'UCI ProTour 2010 et du calendrier mondial UCI 2010. Le Tour est remporté par l'Irlandais Daniel Martin.

## Participants
23 équipes participent à cette édition du Tour de Pologne. Le Tour de Pologne étant une épreuve du ProTour, les 18 équipes ProTour sont présentes. Quatre équipes continentales professionnelles ont été invitées : Vacansoleil, Skil-Shimano, Cervélo TestTeam, BMC Racing. Enfin, le Tour de Pologne fait partie des « épreuves jugées d'importance stratégique pour le cyclisme ». Une équipe nationale de Pologne est par conséquent autorisée à y participer.

## Parcours et étapes
| Num       | Date     | Villes étapes                      | Distance | Vainqueur d'étape  | Leader du classement général |
| 1re étape | 1er août | Sochaczew - Varsovie               | 175,1    | Jacopo Guarnieri   | Jacopo Guarnieri             |
| 2e étape  | 2 août   | Rawa Mazowiecka – Dąbrowa Górnicza | 240      | André Greipel      | Allan Davis                  |
| 3e étape  | 3 août   | Sosnowiec – Katowice               | 122,1    | Yauheni Hutarovich | Allan Davis                  |
| 4e étape  | 4 août   | Tychy – Cieszyn                    | 177,9    | Mirco Lorenzetto   | Mirco Lorenzetto             |
| 5e étape  | 5 août   | Jastrzębie-Zdrój – Ustroń          | 149      | Daniel Martin      | Daniel Martin                |
| 6e étape  | 6 août   | Oświęcim – Bukowina Tatrzańska     | 228,5    | Bauke Mollema      | Daniel Martin                |
| 7e étape  | 7 août   | Nowy Targ – Cracovie               | 163,9    | André Greipel      | Daniel Martin                |

## Les étapes

### 1reétape
1er août 2010 – Sochaczew-Varsovie, 175,1 km
|    | Cycliste           | Pays      | Équipe            | Temps           |
| -- | ------------------ | --------- | ----------------- | --------------- |
| 1  | Jacopo Guarnieri   | Italie    | Liquigas-Doimo    | 4 h 05 min 32 s |
| 2  | Aitor Galdós       | Espagne   | Euskaltel-Euskadi | m.t.            |
| 3  | Allan Davis        | Australie | Astana            | m.t.            |
| 4  | Sébastien Chavanel | France    | FDJ               | m.t.            |
| 5  | Jarosław Marycz    | Pologne   | Team Saxo Bank    | m.t.            |
| 6  | Christopher Sutton | Australie | Team Sky          | m.t.            |
| 7  | Alexander Kristoff | Norvège   | BMC Racing        | m.t.            |
| 8  | Marcel Sieberg     | Allemagne | Team HTC-Columbia | m.t.            |
| 9  | Wouter Weylandt    | Belgique  | Quick Step        | m.t.            |
| 10 | Mathieu Drujon     | France    | Caisse d'Épargne  | m.t.            |

|    | Cycliste           | Pays      | Équipe            | Temps           |
| -- | ------------------ | --------- | ----------------- | --------------- |
| 1  | Jacopo Guarnieri   | Italie    | Liquigas-Doimo    | 4 h 05 min 22 s |
| 2  | Aitor Galdós       | Espagne   | Euskaltel-Euskadi | + 4 s           |
| 3  | Błażej Janiaczyk   | Pologne   | Équipe de Pologne | + 4 s           |
| 4  | Michael Schär      | Suisse    | BMC Racing        | + 5 s           |
| 5  | László Bodrogi     | France    | Team Katusha      | + 5 s           |
| 6  | Allan Davis        | Australie | Astana            | + 6 s           |
| 7  | Daniel Sesma       | Espagne   | Euskaltel-Euskadi | + 8 s           |
| 8  | Sébastien Chavanel | France    | FDJ               | + 10 s          |
| 9  | Jarosław Marycz    | Pologne   | Team Saxo Bank    | + 10 s          |
| 10 | Christopher Sutton | Australie | Team Sky          | + 10 s          |

### 2eétape
2 août 2010 – Rawa Mazowiecka-Dąbrowa Górnicza, 240 km
|    | Cycliste              | Pays        | Équipe              | Temps           |
| -- | --------------------- | ----------- | ------------------- | --------------- |
| 1  | André Greipel         | Allemagne   | Team HTC-Columbia   | 6 h 02 min 52 s |
| 2  | Allan Davis           | Australie   | Astana              | m.t.            |
| 3  | Wouter Weylandt       | Belgique    | Quick Step          | m.t.            |
| 4  | Christopher Sutton    | Australie   | Team Sky            | m.t.            |
| 5  | Borut Božič           | Slovénie    | Vacansoleil         | m.t.            |
| 6  | Kenny Dehaes          | Belgique    | Omega Pharma-Lotto  | m.t.            |
| 7  | Lucas Sebastián Haedo | Argentine   | Team Saxo Bank      | m.t.            |
| 8  | Alexander Kristoff    | Norvège     | BMC Racing          | m.t.            |
| 9  | Yauheni Hutarovich    | Biélorussie | FDJ                 | m.t.            |
| 10 | Angelo Furlan         | Italie      | Lampre-Farnese Vini | m.t.            |

|    | Cycliste            | Pays      | Équipe              | Temps            |
| -- | ------------------- | --------- | ------------------- | ---------------- |
| 1  | Allan Davis         | Australie | Astana              | 10 h 08 min 14 s |
| 2  | Jacopo Guarnieri    | Italie    | Liquigas-Doimo      | + 0 s            |
| 3  | André Greipel       | Allemagne | Team HTC-Columbia   | + 0 s            |
| 4  | Aitor Galdós        | Espagne   | Euskaltel-Euskadi   | + 4 s            |
| 5  | Błażej Janiaczyk    | Pologne   | Équipe de Pologne   | + 4 s            |
| 6  | Michael Schär       | Suisse    | BMC Racing          | + 5 s            |
| 7  | Bartłomiej Matysiak | Pologne   | Équipe de Pologne   | + 5 s            |
| 8  | László Bodrogi      | France    | Team Katusha        | + 5 s            |
| 9  | Wouter Weylandt     | Belgique  | Quick Step          | + 6 s            |
| 10 | Marcin Sapa         | Pologne   | Lampre-Farnese Vini | + 6 s            |

### 3eétape
3 août 2010 – Sosnowiec à Katowice, 122,1 km
|    | Cycliste              | Pays        | Équipe             | Temps           |
| -- | --------------------- | ----------- | ------------------ | --------------- |
| 1  | Yauheni Hutarovich    | Biélorussie | FDJ                | 2 h 45 min 04 s |
| 2  | Lucas Sebastián Haedo | Argentine   | Team Saxo Bank     | m.t.            |
| 3  | Allan Davis           | Australie   | Astana             | m.t.            |
| 4  | Tom Veelers           | Pays-Bas    | Skil-Shimano       | m.t.            |
| 5  | Kenny Dehaes          | Belgique    | Omega Pharma-Lotto | m.t.            |
| 6  | Wouter Weylandt       | Belgique    | Quick Step         | m.t.            |
| 7  | Borut Božič           | Slovénie    | Vacansoleil        | m.t.            |
| 8  | Robert Förster        | Allemagne   | Team Milram        | m.t.            |
| 9  | Graeme Brown          | Australie   | Rabobank           | m.t.            |
| 10 | Alexander Kristoff    | Norvège     | BMC Racing         | m.t.            |

|    | Cycliste              | Pays        | Équipe            | Temps            |
| -- | --------------------- | ----------- | ----------------- | ---------------- |
| 1  | Allan Davis           | Australie   | Astana            | 12 h 53 min 14 s |
| 2  | André Greipel         | Allemagne   | Team HTC-Columbia | + 3 s            |
| 3  | Jacopo Guarnieri      | Italie      | Liquigas-Doimo    | + 4 s            |
| 4  | Yauheni Hutarovich    | Biélorussie | FDJ               | + 4 s            |
| 5  | Aitor Galdós          | Espagne     | Euskaltel-Euskadi | + 8 s            |
| 6  | Lucas Sebastián Haedo | Argentine   | Team Saxo Bank    | + 8 s            |
| 7  | Błażej Janiaczyk      | Pologne     | Équipe de Pologne | + 8 s            |
| 8  | Michael Schär         | Suisse      | BMC Racing        | + 9 s            |
| 9  | Bartłomiej Matysiak   | Pologne     | Équipe de Pologne | + 9 s            |
| 10 | László Bodrogi        | France      | Team Katusha      | + 9 s            |

### 4eétape
4 août 2010 – Tychy à Cieszyn, 177,9 km
|    | Cycliste          | Pays        | Équipe              | Temps           |
| -- | ----------------- | ----------- | ------------------- | --------------- |
| 1  | Mirco Lorenzetto  | Italie      | Lampre-Farnese Vini | 4 h 07 min 36 s |
| 2  | Grega Bole        | Slovénie    | Lampre-Farnese Vini | m.t.            |
| 3  | Alessandro Ballan | Italie      | BMC Racing          | m.t.            |
| 4  | Simon Geschke     | Allemagne   | Team Milram         | m.t.            |
| 5  | Sergueï Lagoutine | Ouzbékistan | Vacansoleil         | m.t.            |
| 6  | Michael Albasini  | Suisse      | Team HTC-Columbia   | m.t.            |
| 7  | Mathew Hayman     | Australie   | Team Sky            | m.t.            |
| 8  | Martin Pedersen   | Danemark    | Footon-Servetto     | m.t.            |
| 9  | Pablo Lastras     | Espagne     | Caisse d'Épargne    | m.t.            |
| 10 | Marek Rutkiewicz  | Pologne     | Équipe de Pologne   | m.t.            |

|    | Cycliste          | Pays      | Équipe              | Temps            |
| -- | ----------------- | --------- | ------------------- | ---------------- |
| 1  | Mirco Lorenzetto  | Italie    | Lampre-Farnese Vini | 17 h 00 min 51 s |
| 2  | Grega Bole        | Slovénie  | Lampre-Farnese Vini | 7 s              |
| 3  | Alessandro Ballan | Italie    | BMC Racing          | 8 s              |
| 4  | Kenny Dehaes      | Belgique  | Omega Pharma-Lotto  | 10 s             |
| 5  | Simon Geschke     | Allemagne | Team Milram         | 10 s             |
| 6  | Pablo Lastras     | Espagne   | Caisse d'Épargne    | 11 s             |
| 7  | Paul Voss         | Allemagne | Team Milram         | 11 s             |
| 8  | Gabriel Rasch     | Norvège   | Cervélo TestTeam    | 11 s             |
| 9  | Bauke Mollema     | Pays-Bas  | Rabobank            | 12 s             |
| 10 | Roy Sentjens      | Pays-Bas  | Team Milram         | 13 s             |

### 5eétape
5 août 2010 – Jastrzębie-Zdrój à Ustroń, 149 km
|    | Cycliste           | Pays       | Équipe              | Temps           |
| -- | ------------------ | ---------- | ------------------- | --------------- |
| 1  | Daniel Martin      | Irlande    | Garmin-Transitions  | 3 h 51 min 13 s |
| 2  | Grega Bole         | Slovénie   | Lampre-Farnese Vini | + 20 s          |
| 3  | Sylwester Szmyd    | Pologne    | Liquigas-Doimo      | + 20 s          |
| 4  | Mauro Santambrogio | Italie     | BMC Racing          | + 20 s          |
| 5  | Diego Ulissi       | Italie     | Lampre-Farnese Vini | + 20 s          |
| 6  | Bauke Mollema      | Pays-Bas   | Rabobank            | + 20 s          |
| 7  | Michael Albasini   | Suisse     | Team HTC-Columbia   | + 20 s          |
| 8  | Marek Rutkiewicz   | Pologne    | Équipe de Pologne   | + 20 s          |
| 9  | Tom Danielson      | États-Unis | Garmin-Transitions  | + 20 s          |
| 10 | Alessandro Ballan  | Italie     | BMC Racing          | + 20 s          |

|    | Cycliste           | Pays       | Équipe              | Temps            |
| -- | ------------------ | ---------- | ------------------- | ---------------- |
| 1  | Daniel Martin      | Irlande    | Garmin-Transitions  | 20 h 52 min 11 s |
| 2  | Grega Bole         | Slovénie   | Lampre-Farnese Vini | + 14 s           |
| 3  | Alessandro Ballan  | Italie     | BMC Racing          | + 21 s           |
| 4  | Sylwester Szmyd    | Pologne    | Liquigas-Doimo      | + 26 s           |
| 5  | Michael Albasini   | Suisse     | Team HTC-Columbia   | + 28 s           |
| 6  | Bauke Mollema      | Pays-Bas   | Rabobank            | + 29 s           |
| 7  | Marek Rutkiewicz   | Pologne    | Équipe de Pologne   | + 30 s           |
| 8  | Diego Ulissi       | Italie     | Lampre-Farnese Vini | + 30 s           |
| 9  | Mauro Santambrogio | Italie     | BMC Racing          | + 30 s           |
| 10 | Tom Danielson      | États-Unis | Garmin-Transitions  | + 30 s           |

### 6eétape
6 août 2010 – Oświęcim à Bukowina Tatrzańska, 228,5 km
|    | Cycliste             | Pays     | Équipe              | Temps           |
| -- | -------------------- | -------- | ------------------- | --------------- |
| 1  | Bauke Mollema        | Pays-Bas | Rabobank            | 5 h 54 min 30 s |
| 2  | Michael Albasini     | Suisse   | Team HTC-Columbia   | + 7 s           |
| 3  | Grega Bole           | Slovénie | Lampre-Farnese Vini | + 7 s           |
| 4  | Mauro Santambrogio   | Italie   | BMC Racing          | + 7 s           |
| 5  | Tiago Machado        | Portugal | Team RadioShack     | + 9 s           |
| 6  | Alessandro Ballan    | Italie   | BMC Racing          | + 9 s           |
| 7  | Daniel Martin        | Irlande  | Garmin-Transitions  | + 9 s           |
| 8  | Lars Petter Nordhaug | Norvège  | Team Sky            | + 9 s           |
| 9  | Sylwester Szmyd      | Pologne  | Liquigas-Doimo      | + 9 s           |
| 10 | Marek Rutkiewicz     | Pologne  | Équipe de Pologne   | + 9 s           |

|    | Cycliste           | Pays       | Équipe              | Temps            |
| -- | ------------------ | ---------- | ------------------- | ---------------- |
| 1  | Daniel Martin      | Irlande    | Garmin-Transitions  | 26 h 46 min 50 s |
| 2  | Grega Bole         | Slovénie   | Lampre-Farnese Vini | + 8 s            |
| 3  | Bauke Mollema      | Pays-Bas   | Rabobank            | + 10 s           |
| 4  | Michael Albasini   | Suisse     | Team HTC-Columbia   | + 20 s           |
| 5  | Alessandro Ballan  | Italie     | BMC Racing          | + 21 s           |
| 6  | Sylwester Szmyd    | Pologne    | Liquigas-Doimo      | + 26 s           |
| 7  | Mauro Santambrogio | Italie     | BMC Racing          | + 28 s           |
| 8  | Marek Rutkiewicz   | Pologne    | Équipe de Pologne   | + 30 s           |
| 9  | Diego Ulissi       | Italie     | Lampre-Farnese Vini | + 30 s           |
| 10 | Tom Danielson      | États-Unis | Garmin-Transitions  | + 33 s           |

### 7eétape
7 août 2010 – Nowy Targ à Cracovie, 163,9 km
|    | Cycliste           | Pays        | Équipe            | Temps           |
| -- | ------------------ | ----------- | ----------------- | --------------- |
| 1  | André Greipel      | Allemagne   | Team HTC-Columbia | 3 h 51 min 58 s |
| 2  | Yauheni Hutarovich | Biélorussie | FDJ               | m.t.            |
| 3  | Robert Förster     | Allemagne   | Team Milram       | m.t.            |
| 4  | Daniele Bennati    | Italie      | Liquigas-Doimo    | m.t.            |
| 5  | Wouter Weylandt    | Belgique    | Quick Step        | m.t.            |
| 6  | Alexander Kristoff | Norvège     | BMC Racing        | m.t.            |
| 7  | Sébastien Hinault  | France      | AG2R La Mondiale  | m.t.            |
| 8  | Ben Swift          | Royaume-Uni | Team Sky          | m.t.            |
| 9  | Allan Davis        | Australie   | Astana            | m.t.            |
| 10 | David Vitoria      | Suisse      | Footon-Servetto   | m.t.            |

|    | Cycliste          | Pays       | Équipe              | Temps            |
| -- | ----------------- | ---------- | ------------------- | ---------------- |
| 1  | Daniel Martin     | Irlande    | Garmin-Transitions  | 30 h 38 min 48 s |
| 2  | Grega Bole        | Slovénie   | Lampre-Farnese Vini | + 8 s            |
| 3  | Bauke Mollema     | Pays-Bas   | Rabobank            | + 10 s           |
| 4  | Michael Albasini  | Suisse     | Team HTC-Columbia   | + 20 s           |
| 5  | Alessandro Ballan | Italie     | BMC Racing          | + 21 s           |
| 6  | Sylwester Szmyd   | Pologne    | Liquigas-Doimo      | + 26 s           |
| 7  | Marek Rutkiewicz  | Pologne    | Équipe de Pologne   | + 30 s           |
| 8  | Diego Ulissi      | Italie     | Lampre-Farnese Vini | + 30 s           |
| 9  | Tom Danielson     | États-Unis | Garmin-Transitions  | + 33 s           |
| 10 | Tiago Machado     | Portugal   | Team RadioShack     | + 41 s           |

## Points UCI
| #  | Coureur               | Équipe              | Pts |
| -- | --------------------- | ------------------- | --- |
| 1  | Daniel Martin         | Garmin-Transitions  | 106 |
| 2  | Grega Bole            | Lampre-Farnese Vini | 90  |
| 3  | Bauke Mollema         | Rabobank            | 76  |
| 4  | Michael Albasini      | Team HTC-Columbia   | 64  |
| 5  | Alessandro Ballan     | BMC Racing Team     | 52  |
| 6  | Sylwester Szmyd       | Liquigas-Doimo      | 42  |
| 7  | Marek Rutkiewicz      | Pologne             | 30  |
| 8  | Diego Ulissi          | Lampre-Farnese Vini | 21  |
| 9  | André Greipel         | Team HTC-Columbia   | 12  |
| 10 | Tom Danielson         | Garmin-Transitions  | 10  |
| 11 | Yauheni Hutarovich    | FDJ                 | 10  |
| 12 | Allan Davis           | Astana              | 8   |
| 13 | Jacopo Guarnieri      | Liquigas-Doimo      | 6   |
| 14 | Mirco Lorenzetto      | Lampre-Farnese Vini | 6   |
| 15 | Tiago Machado         | Team RadioShack     | 5   |
| 16 | Aitor Galdós          | Euskaltel-Euskadi   | 4   |
| 17 | Lucas Sebastián Haedo | Team Saxo Bank      | 4   |
| 18 | Wouter Weylandt       | Quick Step          | 3   |
| 19 | Mauro Santambrogio    | BMC Racing Team     | 2   |
| 20 | Robert Förster        | Team Milram         | 2   |
| 21 | Sébastien Chavanel    | FDJ                 | 1   |
| 22 | Jarosław Marycz       | Team Saxo Bank      | 1   |
| 18 | Christopher Sutton    | Team Sky            | 1   |
| 23 | Borut Božič           | Vacansoleil         | 1   |
| 24 | Tom Veelers           | Skil-Shimano        | 1   |
| 25 | Kenny Dehaes          | Omega Pharma-Lotto  | 1   |
| 26 | Simon Geschke         | Skil-Shimano        | 1   |
| 27 | Sergueï Lagoutine     | Vacansoleil         | 1   |
| 28 | Daniele Bennati       | Liquigas-Doimo      | 1   |

## Évolution des classements
| Étape              | Vainqueur          | Classement général | Grand Prix de la montagne | Sprints intermédiaires | Classement par points | Classement par équipes |
| ------------------ | ------------------ | ------------------ | ------------------------- | ---------------------- | --------------------- | ---------------------- |
| 1                  | Jacopo Guarnieri   | Jacopo Guarnieri   | Łukasz Bodnar             | Błażej Janiaczyk       | Jacopo Guarnieri      | Team Sky               |
| 2                  | André Greipel      | Allan Davis        | Marcin Sapa               | Błażej Janiaczyk       | Allan Davis           | Team Sky               |
| 3                  | Yauheni Hutarovich | Allan Davis        | Dominique Rollin          | Błażej Janiaczyk       | Allan Davis           | Team Sky               |
| 4                  | Mirco Lorenzetto   | Mirco Lorenzetto   | Johnny Hoogerland         | Błażej Janiaczyk       | Allan Davis           | Lampre-Farnese Vini    |
| 5                  | Daniel Martin      | Daniel Martin      | Johnny Hoogerland         | Błażej Janiaczyk       | Allan Davis           | Garmin-Transitions     |
| 6                  | Bauke Mollema      | Daniel Martin      | Johnny Hoogerland         | Johnny Hoogerland      | Grega Bole            | Garmin-Transitions     |
| 7                  | André Greipel      | Daniel Martin      | Johnny Hoogerland         | Johnny Hoogerland      | Allan Davis           | Garmin-Transitions     |
| Classements finals | Classements finals | Daniel Martin      | Johnny Hoogerland         | Johnny Hoogerland      | Allan Davis           | Garmin-Transitions     |